# Tetrose
Uma tetrose é um monossacarídeo com quatro átomos de carbono. Podem possuir um grupo funcional aldeído na posição 1 (aldotetroses) ou um grupo funcional cetona na posição 2 (cetotetroses).
|            |          |              |
| D-Eritrose | D-Treose | D-Eritrulose |

As aldotetrose têm dois centros quirais sendo assim possíveis quatro estereoisómeros diferentes. Existem dois esteroisómeros de ocorrência natural, os enantiómeros da eritrose e treose com a configuração D mas não os enantiómeros L. As cetotetroses têm um centro quiral e, portanto, dois possíveis estereoisómeros: eritrulose (formas L- e D). Também neste caso, apenas o enantiómero D tem ocorrência natural.
A nomenclatura de trioses, tetroses, pentoses e hexoses foi desenvolvida por Emil Fischer, a partir dos seus estudos de carboidratos iniciados em 1880. Fischer também endossou os termos aldose e cetose, propostos por Amstrong .